# Division 1 (piłka ręczna)
Liqui Moly Starligue w piłce ręcznej mężczyzn (inna nazwa: Ligue Nationale de Handball, oficjalny skrót: LNH) – najwyższa klasa rozgrywek ligowych piłki ręcznej mężczyzn we Francji. Pierwsza kolejka odbyła się w 1952. Najwięcej tytułów mistrza Francji zdobyła drużyna Montpellier Agglomération Handball.

## Historia
Pierwsze w historii oficjalne rozgrywki o mistrzostwo Francji w piłce ręcznej mężczyzn przeprowadzono w sezonie 1952/1953, stratowało w nich 11 zespołów,  triumfował Villemomble-Sports. Liga nosiła nazwę Nationale 1A. W 1985 roku zmieniono nazwę ligi na Division 1. W sezonie 2004/2005 po raz pierwszy wystąpiło 14 drużyn. Aktualnie w rozgrywkach występuje 16 drużyn.

## System rozgrywek
W Liqui Moly Starligue mecze rozgrywane są system ligowym "każdy z każdym", mecz i rewanż. W trakcie całego sezonu drużyny rozgrywają 30 meczów. Za każdy wygrany mecz drużyna otrzymuje 2 pkt, a za porażkę 0 punktów. Jeśli końcowy wynik będzie remisowy obie drużyny otrzymują 1 punkt. Zwycięzca rozgrywek otrzymuje promocję do Ligi Mistrzów, natomiast zespoły z miejsc 2-5 mają możliwość udziału w Lidze Europy. Dwie najgorsze drużyny są automatycznie degradowane do Proligue.

## Mistrzowie Lidl Starligue
- 1953 – Villemomble-Sports
- 1954 – ASPP Paris Handball
- 1955 – ASPP Paris Handball
- 1956 – Paris UC
- 1957 – ASPOM Bordeaux
- 1958 – ASPOM Bordeaux
- 1959 – Paris UC
- 1960 – AS Mulhouse
- 1961 – Bataillon de Joinville
- 1962 – Paris UC
- 1963 – US Ivry Handball
- 1964 – US Ivry Handball
- 1965 – SMUC Marseille
- 1966 – US Ivry Handball
- 1967 – SMUC Marseille
- 1968 – Stella Saint-Maur
- 1969 – SMUC Marseille
- 1970 – US Ivry Handball
- 1971 – US Ivry Handball
- 1972 – Stella Saint-Maur
- 1973 – Cercle Sportif Laïc Dijon
- 1974 – Paris UC
- 1975 – SMUC Marseille
- 1976 – Stella Saint-Maur
- 1977 – RC Strasbourg
- 1978 – Stella Saint-Maur
- 1979 – Stella Saint-Maur
- 1980 – Stella Saint-Maur
- 1981 – USM Gagny
- 1982 – USM Gagny
- 1983 – US Ivry Handball
- 1984 – SMUC Marseille
- 1985 – USM Gagny
- 1986 – USM Gagny
- 1987 – USM Gagny
- 1988 – USAM Nîmes
- 1989 – US Créteil
- 1990 – USAM Nîmes
- 1991 – USAM Nîmes
- 1992 – Vénissieux Handball
- 1993 – USAM Nîmes
- 1994 – OM Vitrolles
- 1995 – Montpellier HB
- 1996 – OM Vitrolles
- 1997 – US Ivry Handball
- 1999 – Montpellier HB
- 1990 – Montpellier HB
- 2000 – Montpellier HB
- 2001 – Chambéry Savoie HB
- 2002 – Montpellier HB
- 2003 – Montpellier HB
- 2004 – Montpellier HB
- 2005 – Montpellier HB
- 2006 – Montpellier HB
- 2007 – US Ivry Handball
- 2008 – Montpellier HB
- 2009 – Montpellier HB
- 2010 – Montpellier HB
- 2011 – Montpellier HB
- 2012 – Montpellier HB
- 2013 - Paris Saint-Germain Handball
- 2014 - Dunkerque Handball Grand Littoral
- 2015 - Paris Saint-Germain Handball
- 2016 - Paris Saint-Germain Handball
- 2017 - Paris Saint-Germain Handball
- 2018 - Paris Saint-Germain Handball
- 2019 - Paris Saint-Germain Handball
- 2020 - Paris Saint-Germain Handball
- 2021 - Paris Saint-Germain Handball
- 2022 - Paris Saint-Germain Handball
- 2023 - Paris Saint-Germain Handball

Źródło:

## Tytuły mistrza Francji
(liczone od 1952 do dziś)
- Montpellier HB – 14
- Paris Saint-Germain Handball – 10
- US Ivry Handball – 8
- Stella Saint-Maur – 6
- USM Gagny – 5
- SMUC Marseille – 5
- USAM Nîmes – 4
- Paris UC – 4
- ASPOM Bordeaux – 2
- ASPP Paris Handball – 2
- OM Vitrolles – 2
- Chambéry Savoie HB – 1
- US Créteil – 1
- Cercle Sportif Laïc Dijon – 1
- Bataillon de Joinville – 1
- AS Mulhouse – 1
- RC Strasbourg – 1
- Vénissieux – 1
- Villemomble Sport – 1